# Vahidin Musemić
Vahidin Musemić, surnommé Orao (L'aigle), né le 29 octobre 1946 et mort le 30 juin 2023 à Janja, est un footballeur yougoslave puis bosnien. 

## Biographie
Vahidin Musemić joue attaquant au FK Sarajevo et en équipe de Yougoslavie (17 sélections, 9 buts) dans les années 1970.
Il met un terme à sa carrière en 1976 à seulement 29 ans, après une série de très lourdes blessures (notamment 2 fractures de la jambe et 3 traumatismes crâniens !).

## Palmarès
- 17 sélections et 9 buts en équipe de Yougoslavie entre 1968 et 1970
- Finaliste du Championnat d'Europe 1968 avec la Yougoslavie
- Champion de Yougoslavie en 1967 avec le FK Sarajevo
- Finaliste de la Coupe de Yougoslavie en 1967 avec le FK Sarajevo

## Source
- Marc Barreaud, Dictionnaire des footballeurs étrangers du championnat professionnel français (1932-1997), L'Harmattan, 1997.